# Seznam vrcholů ve Skorušinských vrších

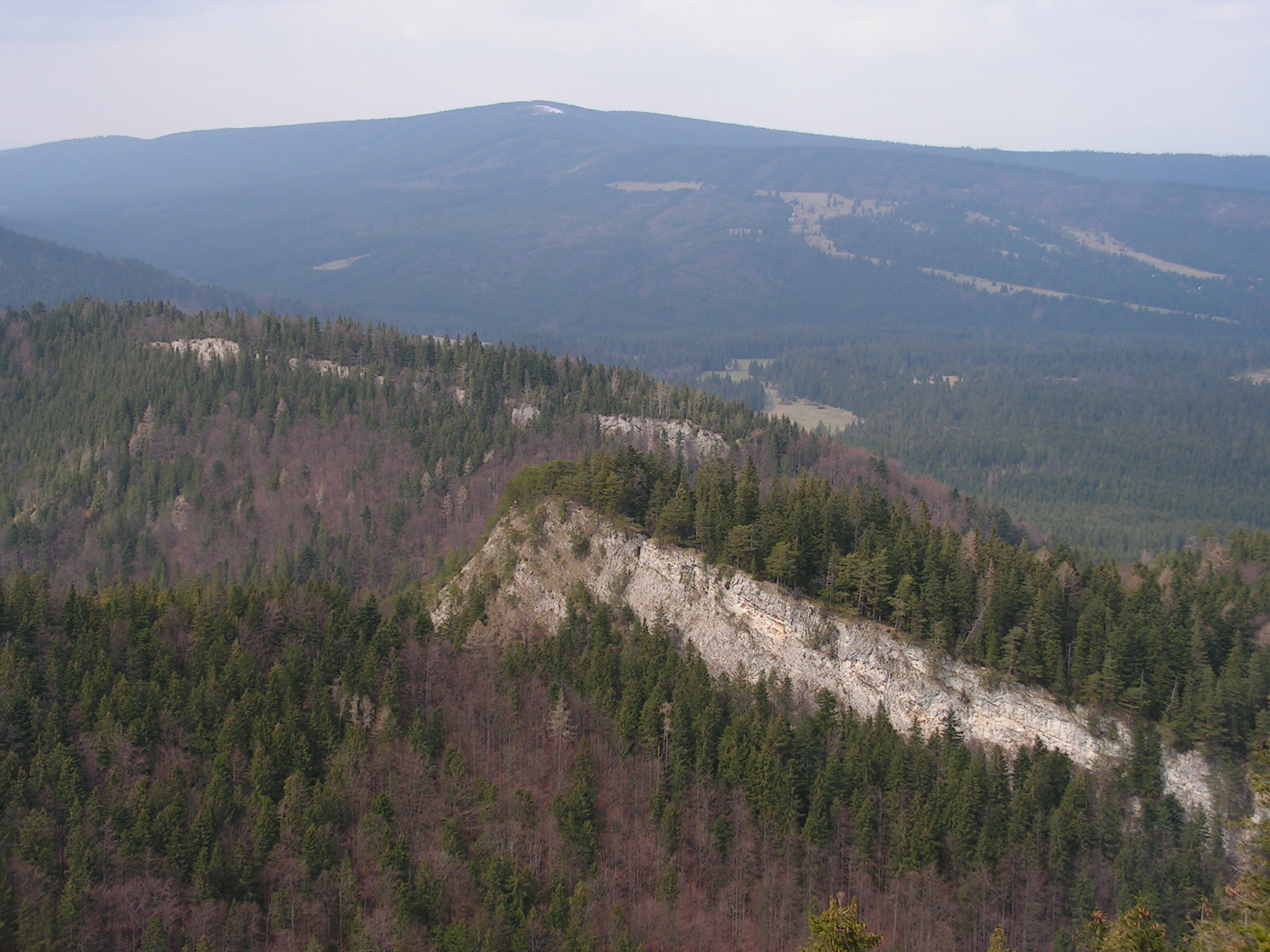
Skorušina (1314 m)

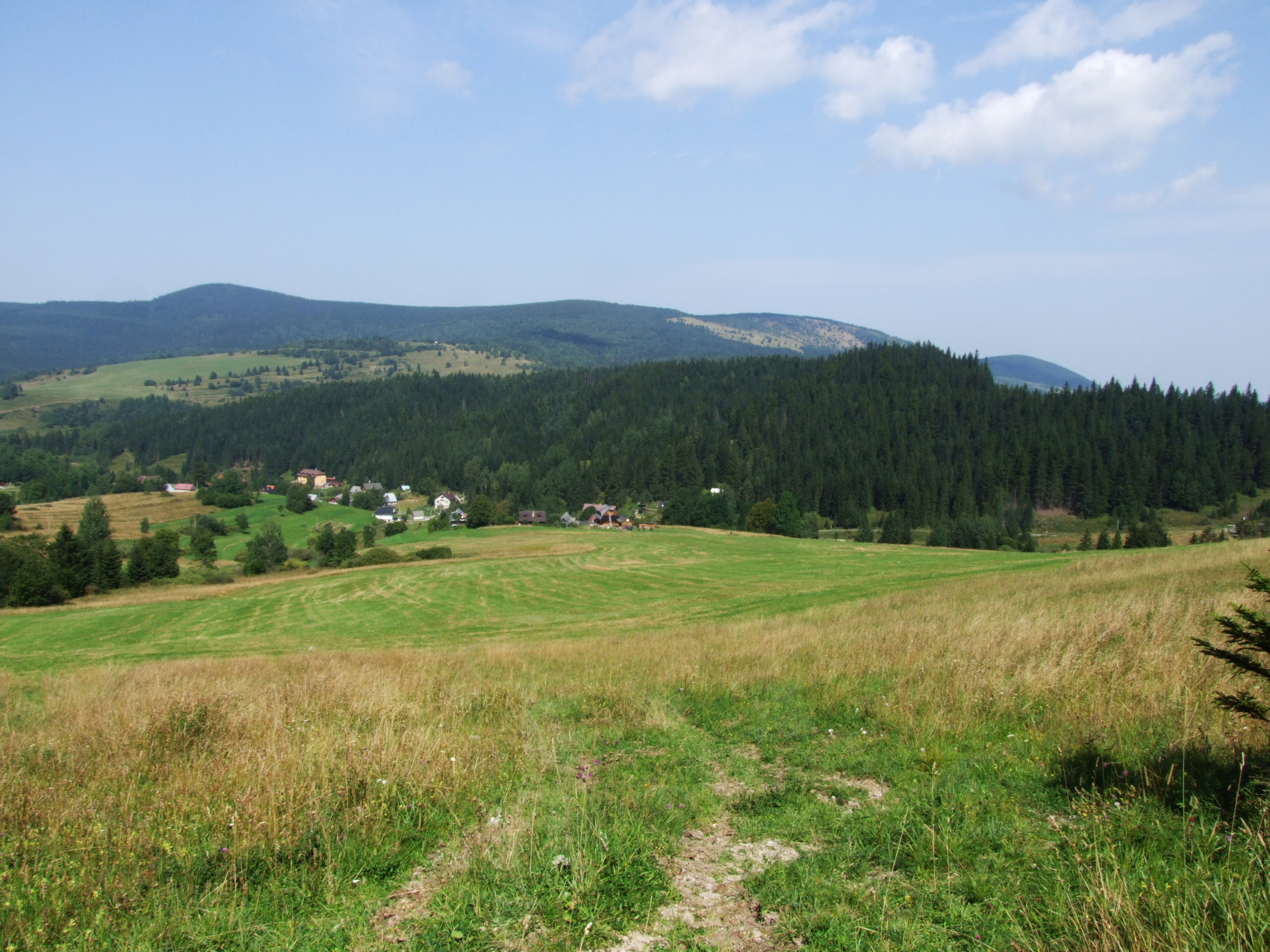
Kopec (1251 m)

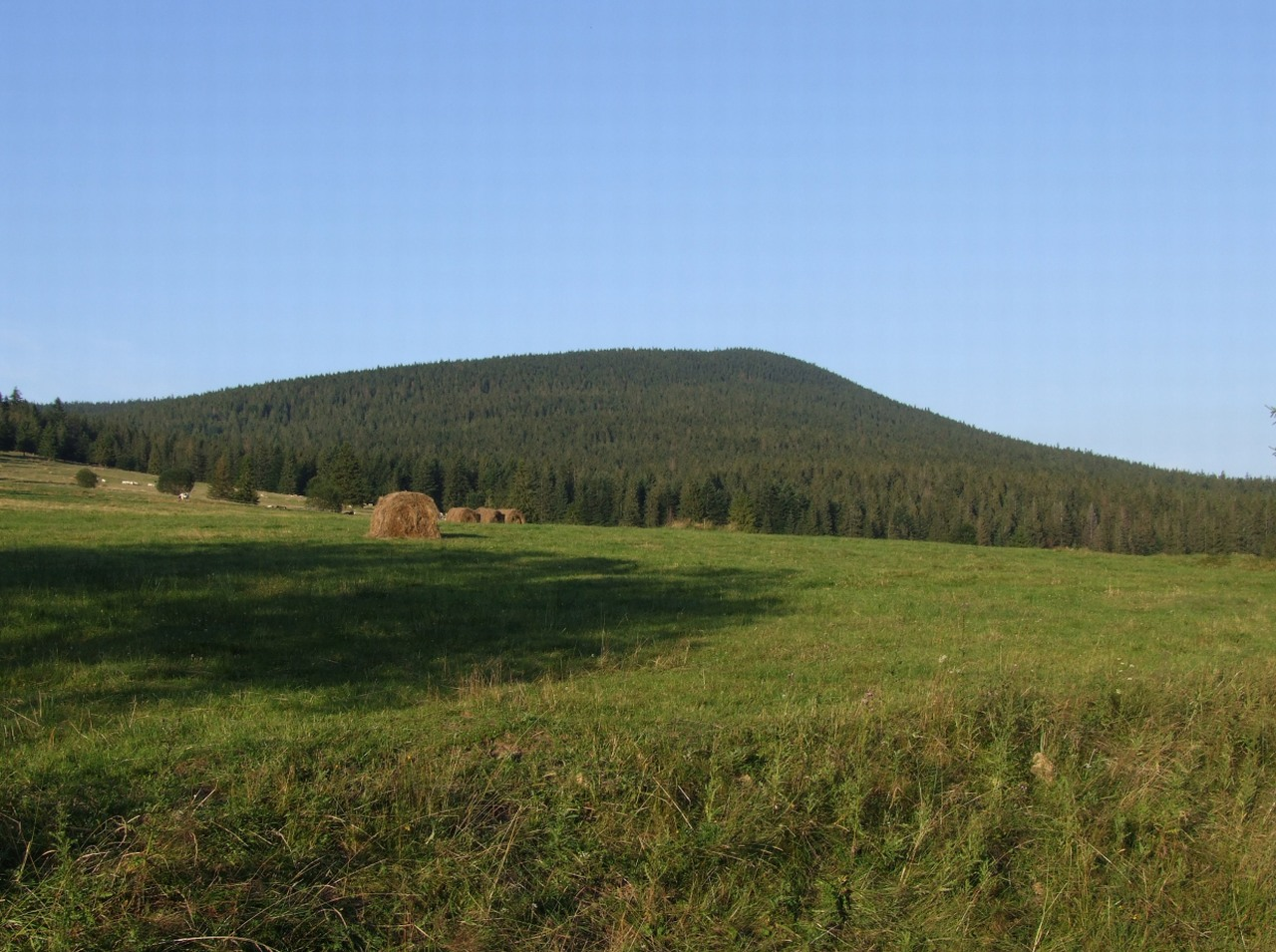
Magura (1232 m)

Seznam vrcholů ve Skorušinských vrších zahrnuje pojmenované vrcholy s nadmořskou výškou nad 1000 m. K sestavení seznamu bylo použito map dostupných na stránkách hiking.sk.

## Seznam vrcholů
| #   | Vrchol       | Výška (m) | Souřadnice                       | Přístup                                              |
| --- | ------------ | --------- | -------------------------------- | ---------------------------------------------------- |
| 1.  | Skorušina    | 1314      | 49°17′52″ s. š., 19°41′31″ v. d. | červená turistická značka · zelená turistická značka |
| 2.  | Kopec        | 1251      | 49°14′37″ s. š., 19°32′53″ v. d. | červená turistická značka · modrá turistická značka  |
| 3.  | Magura       | 1232      | 49°17′46″ s. š., 19°47′40″ v. d. | modrá turistická značka · PLčerná turistická značka  |
| 4.  | Machy        | 1202      | 49°15′14″ s. š., 19°34′31″ v. d. | červená turistická značka                            |
| 5.  | Mikulovka    | 1193      | 49°17′19″ s. š., 19°39′43″ v. d. | červená turistická značka                            |
| 6.  | Príslop      | 1164      | 49°17′44″ s. š., 19°48′39″ v. d. | PLčerná turistická značka                            |
| 7.  | Blatná       | 1143      | 49°17′59″ s. š., 19°43′03″ v. d. | červená turistická značka                            |
| 8.  | Javorková    | 1140      | 49°17′20″ s. š., 19°38′11″ v. d. | červená turistická značka                            |
| 9.  | Blato        | 1138      | 49°14′10″ s. š., 19°31′23″ v. d. | neznačeno                                            |
| 10. | Brezový vrch | 1136      | 49°18′37″ s. š., 19°42′08″ v. d. | neznačeno                                            |
| 11. | Javorinky    | 1123      | 49°18′27″ s. š., 19°39′35″ v. d. | zelená turistická značka · žlutá turistická značka   |
| 12. | Mních        | 1110      | 49°15′55″ s. š., 19°35′07″ v. d. | červená turistická značka                            |
| 13. | Vajdovka     | 1076      | 49°19′15″ s. š., 19°43′12″ v. d. | neznačeno                                            |
| 14. | Polianky     | 1066      | 49°13′09″ s. š., 19°31′29″ v. d. | červená turistická značka                            |
| 15. | Krúpova      | 1065      | 49°18′27″ s. š., 19°46′02″ v. d. | neznačeno                                            |
| 16. | Oslí vrch    | 1039      | 49°17′30″ s. š., 19°37′09″ v. d. | červená turistická značka                            |
| 17. | Turínok      | 1004      | 49°15′05″ s. š., 19°30′50″ v. d. | neznačeno                                            |
| 18. | Prípor       | 1003      | 49°14′01″ s. š., 19°34′20″ v. d. | neznačeno                                            |